# 伊那郵便局
伊那郵便局（いなゆうびんきょく）は長野県伊那市にある郵便局である。民営化前の分類では集配普通郵便局であった。局番号は11021。

## 概要
住所：〒396-8799 長野県伊那市坂下3297

## 沿革
- 1873年（明治6年） - 伊那部（いなべ）郵便取扱所として開設[1]。
- 1875年（明治8年）1月1日 - 伊那部郵便局（五等）となる。同年、伊奈部郵便局に改称。
- 1876年（明治9年） - 伊那ノ内伊奈部郵便局に改称。
- 1881年（明治14年）6月 - 為替・貯金取扱を開始。
- 1884年（明治17年） - 伊那ノ内伊那部郵便局に改称。
- 1886年（明治19年）6月1日 - 伊那村伊那部郵便局に改称。
- 1888年（明治21年）12月12日 - 伊那郵便局に改称。
- 1889年（明治22年）10月16日 - 伊那郵便電信局となる。
- 1903年（明治36年）4月1日 - 通信官署官制の施行に伴い伊那郵便局となる。
- 1949年（昭和24年）3月25日 - 特定郵便局から普通郵便局に局種別改定[2]。
- 1956年（昭和31年）6月 - 局舎落成。
- 1957年（昭和32年）3月21日 - 電話通話および和文電報受付事務の取扱を開始[3]。
- 1996年（平成8年）7月1日 - 外国通貨の両替および旅行小切手の売買に関する業務取扱を開始。
- 2007年（平成19年）10月1日 - 民営化に伴い、併設された郵便事業伊那支店に一部業務を移管。
- 2012年（平成24年）10月1日 - 日本郵便株式会社発足に伴い、郵便事業伊那支店を伊那郵便局に統合。
- 2025年（令和7年）2月3日 - 南箕輪郵便局から伊那市西箕輪（〒399-4501→〒396-0041）の集配業務を移管[4]。

## 取扱内容
- 郵便、印紙、ゆうパック、内容証明
- 貯金、為替、振替、振込、国際送金、外貨両替・トラベラーズチェック、国債、投資信託
- 生命保険、バイク自賠責保険、自動車保険
- ゆうちょ銀行ATM
- 「396-00xx」（伊那市（合併以前からの伊那市域の一部））の集配業務
- ゆうゆう窓口

## 風景印
- 図柄は伊那節踊りと米を運ぶ馬、中央アルプスとつつじ。局名表記は「伊那」
- 使用開始日は1994年10月8日

## 周辺
- 伊那市立伊那小学校
- 国道153号
- 国道361号

## アクセス
- JR飯田線 伊那市駅から徒歩約7分
- 伊那バス、伊那市街地循環バス（イーナちゃんバス） 旭町停留所下車
- 中央自動車道 伊那ICから南東へ約3.5km
- 駐車場あり：15台